# CRTプライムタイムズ
CRTプライムタイムズ（シーアールティープライムタイムズ）は栃木放送で2008年10月から放送されている夜間のワイド番組である。
主にニュース・天気予報・音楽を放送。放送は月曜 - 金曜 21:00 - 22:00に放送している。

## 番組概要
同年9月までの番組「ミュージックタイム」の改編番組としてスタートした。
放送開始当初は20:50からのスタートだったが、2009年4月からは21:00からのスタートとなった。
2012年4月からはパーソナリティーを総入れ替えし、リニューアルした。

## 放送時間
- 20:50 - 22:30（2008年10月 - 2009年3月）
- 21:00 - 22:30（2009年4月 - 2013年3月）
- 21:00 - 22:00（2013年4月 - ）

## パーソナリティー
- 松井理恵（月曜・火曜）
- 高村麻代（水曜・木曜）
- 佐藤成美（金曜）

## コーナー
- 21:00 オープニング
- 21:05 CRTニュース
- 21:15 天気予報
- 21:30 スポーツニュース
- 21:45 CRTニュース
- 21:50 天気予報
- 21:55 エンディング

## その他
- CRT開局45周年とクリスマススペシャルとして「CRTプライムタイムズ 帰ってきた45ラジオ!」を2008年12月18日に放送された。
- 年末年始（12月30日 - 1月2日）は特別番組の放送のために休止する。
- 2009年11月、放送中に音楽CDが何回も跳ぶという放送事故があった。